# Bangkok Challenger 2001
Il Bangkok Challenger 2001 è stato un torneo di tennis facente parte della categoria ATP Challenger Series nell'ambito dell'ATP Challenger Series 2001. Il torneo si è giocato a Bangkok in Thailandia dal 3 al 9 dicembre 2001 su campi in cemento.

## Vincitori

### Singolare
Paradorn Srichaphan ha battuto in finale  John van Lottum con il punteggio di 6–2, 6–3

### Doppio
Jaroslav Levinský /  Aisam-ul-Haq Qureshi hanno battuto in finale  Jaymon Crabb /  Peter Luczak con il punteggio di 6–3, 6(5)–7, 7–6(5)